# لوثر تاكر
لوثر تاكر (بالإنجليزية: Luther Tucker)‏ هو عازف قيثارة وموسيقي أمريكي، ولد في 20 يناير 1936 في ممفيس في الولايات المتحدة، وتوفي في 18 يونيو 1993 في Greenbrae, California ‏ في الولايات المتحدة بسبب نوبة قلبية.

## وصلات خارجية
- لوثر تاكر على موقع ميوزك برينز (الإنجليزية)
- لوثر تاكر على موقع أول ميوزيك (الإنجليزية)
- لوثر تاكر على موقع ديسكوغز (الإنجليزية)